# Виллата
Виллата (итал. Vallata) — коммуна в Италии, располагается в регионе Кампания, в провинции Авеллино.
Население составляет 3103 человека, плотность населения составляет 66 чел./км². Занимает площадь 47 км². Почтовый индекс — 83059. Телефонный код — 0827.
Покровителем коммуны почитается святой апостол Варфоломей, празднование 24 августа.